# Cavern Club

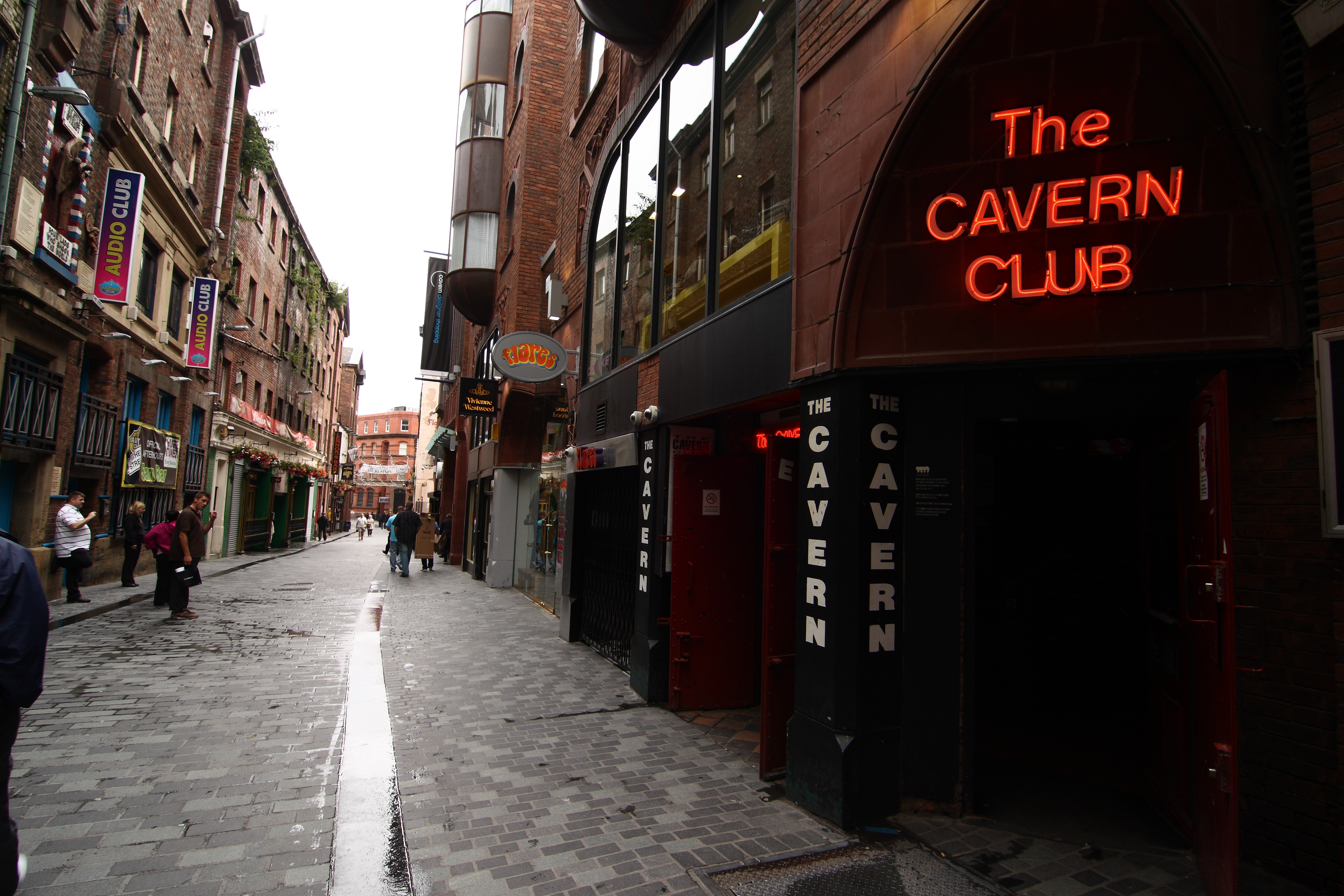
Cavern Club

Cavern Club, grundad 16 januari 1957, var en musikklubb i Liverpool. The Beatles uppträdde där närmare 300 gånger innan de fick sitt stora genombrott, den första gången 21 mars 1961. Det var också här som gruppen träffade Brian Epstein som senare skulle komma att bli deras manager under största delen av deras karriär.
Nästan alla band i England på 1960-talet har spelat på Cavern Club. Klubben revs på 1970-talet på grund av ett järnvägsbygge. Den planerade järnvägen byggdes dock aldrig. En ny Cavern Club uppfördes senare 30 meter ifrån platsen för den gamla klubben.
Nyckelpersoner
Alan Sytner, Bob Wooler, Ray McFall, Tommy Smith, Bill Heckle och Dave Jones.
Den 14 december 1999, återvände den forne Beatlesmedlemmen Paul McCartney till New Cavern Club för sin sista spelning det året och för att lansera sitt nya album Run Devil Run.